# Charles William Misner
Charles William Misner (angleška izgovorjava /ˈmɪsnər/), ameriški fizik in kozmolog, * 13. junij 1932, Jackson, Michigan, ZDA - 24. julij 2023.
Misner je eden od treh avtorjev znanega učbenika Gravitacija (Gravitation). Raziskuje na področju splošne teorije relativnosti in fizikalne kozmologije. Njegovo delo je zagotovilo tudi temelje raziskav kvantne gravitacije in numerične relativnosti.

## Življenje in delo

### Akademska izobrazba in univerzitetne pozicije
Diplomiral je na Univerzi Notre Dame leta 1952. Magisterij je opravil na Univerzi Princeton leta 1954 in tu leta 1957 doktoriral. Svojo disertacijo Outline of Feynman Quantization of General Relativity; Derivation of Field Equations; Vanishing of the Hamiltonian je izdelal pod Wheelerjevim mentorstvom.
Pred doktoratom je bil med letoma 1959 in 1959 asistent na Oddelku za fiziko Univerze Princeton. Med letoma 1959 in 1963 je bil tu docent. Leta 1963 je odšel na Univerzo Marylanda v College Parku kot izredni profesor in leta 1966 redni profesor. Od leta 2000 je zaslužni profesor fizike Kolidža za računalništvo, matematične in naravoslovne znanosti Univerze Marylanda (CMNS), kjer je član Skupine za teorijo gravitacije. Med svojo kariero je bil mentor 22-im doktorantom, večinoma na Univerzi Princeton in Univerzi Marylanda.
Bil je gostujoči profesor na Inštitutu za gravitacijsko fiziko Maxa Plancka (znanem tudi kot Inštitut Alberta Einsteina), Kavlijevem inštitutu za teoretično fiziko (KITP) Univerze Kalifornije v Santa Barbari, Papeške akademije v Krakovu, Inštitutu za fizikalne probleme v Moskvi (tedaj še v Sovjetski zvezi), Caltechu, Univerzi v Oxfordu in Univerzi v Cambridgeu.

### Raziskovalno delo
Večina njegovega dela sega v področje splošne teorije reltivnosti, ki opisuje gravitacijske interakcije zelo masivnih teles. Prispeval je k zgodnjemu razumevanju fizikalne kozmologije, kjer je med prvimi pokazal na problem obzorja, vlogo topologije v splošni teoriji relativnosti, kvantni gravitaciji in numerični relativnosti. Na področju fizikalne kozmologije in topologije je prvi raziskoval Mixmastrovo vesolje, ki ga je vpeljal kot poskus boljšega razumevanja dinamike zgodnjega Vesolja in razvil rešitev Einsteinovih enačb polja, ki je sedaj znana kot Misnerjev prostor. Skupaj z Richardom Lewisom Arnowittom in Stanleyjem Deserjem je objavil Hamiltonovo formulacijo Einsteinovih enačb, ki razdeli Einsteinov poenoteni prostor-čas nazaj v ločena prostor in čas. Ta nabor enačb, znan kot formalizem ADM, je pomemben pri nekaterih poskusih poenotenja kvantne mehanike s splošno teorijo relativnosti. Je tudi matematično izhodišče za večino tehnik numeričnega reševanja Einsteinovih enačb.

## Izbrana dela

### Knjige in učbeniki
- Misner, Charles William; Thorne, Kip Stephen; Wheeler, John Archibald (september 1973), Gravitation, San Francisco: W. H. Freeman, ISBN 0-7167-0344-0{{citation}}:  Vzdrževanje CS1: samodejni prevod datuma (povezava)
- Misner, Charles William; Cooney, Patrick A. (1991), Spreadsheet Physics, Reading, MA: Addison-Wesley, ISBN 0-201-16410-8